# Мінін Федір Іванович
Федір Іванович Мінін (15 жовтня 1917 — 1952) — гвардії старшина Червоної армії, учасник Другої світової війни, Герой Радянського Союзу (1945).

## Біографія
Федір Мінін народився 15 жовтня 1917 року у селищі Ромодан. Після закінчення шести класів школи проживав та працював спочатку на батьківщині, потім у місті Сарни Рівненської області Української РСР. У 1937-1939 роках проходив службу в Червоній Армії. У 1941 році Мінін повторно був призваний до армії. З того ж року – на фронтах Великої Вітчизняної війни.
До квітня 1945 року гвардії старшина Федір Мінін командував бронетранспортером 2-ї гвардійської механізованої бригади 1-го гвардійського механізованого корпусу 4-ї гвардійської армії 3-го Українського фронту. Відзначився під час штурму Відня. 13 квітня 1945 року Мінін у складі групи із шести добровольців взяв участь в операції з розмінування мосту Райхсбрюке через Дунай. Прорвавшись через потужну охорону, група успішно дісталася проводів, що ведуть до зарядів, і перерізала їх.
Указом Президії Верховної Ради СРСР від 29 червня 1945 року за «сміливість, відвагу і мужність, виявлені в операції із захоплення Імперського мосту через Дунай у Відні, його розмінування та утримання» гвардії старшина Федір Мінін був удостоєний високого звання Героя Радянського Союзу та медалі «Золота Зірка» за номером 8648.
Після закінчення війни Федора Мініна було демобілізовано. Жив і працював у Ромодані. Раптово помер 18 січня 1952 року.

## Пам'ять
Пам'ятник Федору Мініну встановлений у Миргороді.
Вулиця Федора Мініна у місті Миргород та смт Ромодан